# Christophe Eick
Christophe Nicolas Eick (* 1960) ist ein deutscher Diplomat. Er ist seit August 2023 deutscher Botschafter in Trinidad und Tobago und Sonderbeauftragter für Klima in der Karibik.

## Werdegang
Eicks Vater Hans-Joachim Eick war ebenfalls deutscher Diplomat. Eick studierte Rechtswissenschaft und legte 1986 die erste sowie 1990 die zweite juristische Staatsprüfung ab. 1994 wurde er in Bonn mit der Dissertation "Indianerverträge in Nouvelle-France : ein Beitrag zur Völkerrechtsgeschichte" zum Dr. jur. promoviert.
Von 1991 bis 1992 absolvierte er den Vorbereitungsdienst für den höheren Auswärtigen Dienst in der Aus- und Fortbildungsstätte des Auswärtigen Amts in Bonn-Ippendorf.
Von 1992 bis 1993 war er im Büro des Staatsministers im Auswärtigen Amt Helmut Schäfer tätig, von 1993 bis 1996 als Ständiger Vertreter des Botschafters an der Botschaft Port-of-Spain (Trinidad und Tobago), von 1996 bis 1999 im Völkerrechtsreferat im Auswärtigen Amt in Bonn, anschließend von 1999 bis 2002 an der Ständigen Vertretung Deutschlands bei der NATO in Brüssel beschäftigt. Von 2006 bis 2009 war er Leiter des Völkerrechtsreferats im Auswärtigen Amt in Berlin und von 2009 bis 2014 Leiter der Politischen Abteilung der Ständigen Vertretung der Bundesrepublik Deutschland bei den Vereinten Nationen in New York. Während der deutschen Mitgliedschaft im Sicherheitsrat der Vereinten Nationen 2011 und 2012 war er zudem als politischer Koordinator für den Sicherheitsrat zuständig. Von 2014 bis 2017 war er Gesandter und Ständiger Vertreter des Leiters der Botschaft Peking, von 2017 bis 2018 Beauftragter für Menschenrechte, Internationale Entwicklung und Soziales im Auswärtigen Amt in Berlin und von 2018 bis 2022 Völkerrechtsberater und Leiter der Rechtsabteilung im Auswärtigen Amt in Berlin. Im August 2023 wurde Eick Botschafter in Trinidad und Tobago und Leiter der Botschaft Port-of-Spain. Er ist gleichzeitig nebenakkreditiert in Antigua und Barbuda, Barbados, Dominica, Grenada, Guyana, St. Kitts und Nevis, St. Lucia, St. Vincent und die Grenadinen und Suriname.
Er fungiert ferner als Sonderbeauftragter für Klimafragen in der Karibik.